# ATC N05 – Pszicholeptikumok
Az ATC N05 – Pszicholeptikumok a gyógyszerek anatómiai, gyógyászati és kémiai osztályozási rendszerének (ATC) egyik alcsoportja.
| ATC N   | Idegrendszer                   |
| ------- | ------------------------------ |
| ATC N01 | Érzéstelenítők                 |
| ATC N02 | Analgetikumok                  |
| ATC N03 | Antiepileptikumok              |
| ATC N04 | Parkinson-kór gyógyszerei      |
| ATC N05 | Pszicholeptikumok              |
| ATC N06 | Pszichoanaleptikumok           |
| ATC N07 | Idegrendszer egyéb gyógyszerei |

## N05A 	Antipszichotikumok

### N05AAAlifásoldalláncot tartalmazófenotiazinok
| ATC     | Magyar         | INN              | Gyógyszerkönyv                                         |
| ------- | -------------- | ---------------- | ------------------------------------------------------ |
| N05AA01 | Klórpromazin   | Chlorpromazine   | Chlorpromazini hydrochloridum                          |
| N05AA02 | Levomepromazin | Levomepromazine  | Levomepromazini hydrochloridum, Levomepromazini maleas |
| N05AA03 | Promazin       | Promazine        | Promazini hydrochloridum                               |
| N05AA04 | Acepromazin    | Acepromazine     |                                                        |
| N05AA05 | Triflupromazin | Triflupromazine  |                                                        |
| N05AA06 | Ciamemazin     | Cyamemazine      |                                                        |
| N05AA07 | Klórproetazin  | Chlorproethazine |                                                        |

### N05ABPiperazinszerkezetűfenotiazinok
| ATC     | Magyar         | INN              | Gyógyszerkönyv                                                                                           |
| ------- | -------------- | ---------------- | --- |
| N05AB01 | Dixirazin      | Dixyrazine       | |
| N05AB02 | Flufenazin     | Fluphenazine     | Fluphenazini decanoas, Fluphenazini enantas, Fluphenazini dihydrochloridum (Fluphenazini hydrochloridum) |
| N05AB03 | Perfenazin     | Perphenazine     | Perphenazinum                                                                                            |
| N05AB04 | Proklórperazin | Prochlorperazine | Prochlorperazini maleas                                                                                  |
| N05AB05 | Tiopropazát    | Thiopropazate    | |
| N05AB06 | Trifluoperazin | Trifluoperazine  | Trifluoperazini hydrochloridum                                                                           |
| N05AB07 | Acetofenazin   | Acetophenazine   | |
| N05AB08 | Tioproperazin  | Thioproperazine  | |
| N05AB09 | Butaperazin    | Butaperazine     | |
| N05AB10 | Perazin        | Perazine         | |

### N05ACPiperidinszerkezetűfenotiazinok
| ATC     | Magyar      | INN          | Gyógyszerkönyv                             |
| ------- | ----------- | ------------ | ------------------------------------------ |
| N05AC01 | Periciazin  | Periciazine  |                                            |
| N05AC02 | Tioridazin  | Thioridazine | Thioridazini hydrochloridum, Thioridazinum |
| N05AC03 | Mezoridazin | Mesoridazine |                                            |
| N05AC04 | Pipotiazin  | Pipotiazine  |                                            |

### N05ADButirofenon-származékok
| ATC      | Magyar        | INN           | Gyógyszerkönyv                       |
| -------- | ------------- | ------------- | ------------------------------------ |
| N05AD01  | Haloperidol   | Haloperidol   | Haloperidolum, Haloperidoli decanoas |
| N05AD02  | Trifluperidol | Trifluperidol |                                      |
| N05AD03  | Melperon      | Melperone     |                                      |
| N05AD04  | Moperon       | Moperone      |                                      |
| N05AD05  | Pipamperon    | Pipamperone   |                                      |
| N05AD06  | Bromperidol   | Bromperidol   | Bromperidolum, Bromperidoli decanoas |
| N05AD07  | Benperidol    | Benperidol    | Benperidolum                         |
| N05AD08  | Droperidol    | Droperidol    | Droperidolum                         |
| N05AD09  | Fluanizon     | Fluanisone    |                                      |
| QN05AD90 | Azaperon      | Azaperone     | Azaperonum ad usum veterinarium      |

### N05AEIndol-származékok
| ATC     | Magyar     | INN         | Gyógyszerkönyv |
| ------- | ---------- | ----------- | -------------- |
| N05AE01 | Oxipertin  | Oxypertine  |                |
| N05AE02 | Molindon   | Molindone   |                |
| N05AE03 | Szertindol | Sertindole  |                |
| N05AE04 | Ziprazidon | Ziprasidone |                |
| N05AE05 | Lurazidon  | Lurasidone  |                |

### N05AFTioxantén-származékok
| ATC     | Magyar        | INN             | Gyógyszerkönyv                 |
| ------- | ------------- | --------------- | ------------------------------ |
| N05AF01 | Flupentixol   | Flupentixol     | Flupentixoli dihydrochloridum  |
| N05AF02 | Klopentixol   | Clopenthixol    |                                |
| N05AF03 | Klórprotixén  | Chlorprothixene | Chlorprothixeni hydrochloridum |
| N05AF04 | Tiotixén      | Tiotixene       |                                |
| N05AF05 | Zuklopentixol | Zuclopenthixol  | Zuclopenthixoli decanoas       |

### N05AGDifenil-butil-piperidin-származékok
| ATC     | Magyar      | INN          | Gyógyszerkönyv |
| ------- | ----------- | ------------ | -------------- |
| N05AG01 | Fluspirilén | Fluspirilene | Fluspirilenum  |
| N05AG02 | Pimozid     | Pimozide     | Pimozidum      |
| N05AG03 | Penfluridol | Penfluridol  |                |

### N05AHDiazepinek, oxazepinek és tiazepinek
| ATC     | Magyar    | INN        | Gyógyszerkönyv |
| ------- | --------- | ---------- | -------------- |
| N05AH01 | Loxapin   | Loxapine   |                |
| N05AH02 | Klozapin  | Clozapine  | Clozapinum     |
| N05AH03 | Olanzapin | Olanzapine |                |
| N05AH04 | Kvetiapin | Quetiapine |                |
| N05AH05 | Azenapin  | Asenapine  |                |
| N05AH06 | Klotiapin | Clotiapine |                |

### N05ALBenzamidok
| ATC     | Magyar        | INN           | Gyógyszerkönyv          |
| ------- | ------------- | ------------- | ----------------------- |
| N05AL01 | Szulpirid     | Sulpiride     | Sulpiridum              |
| N05AL02 | Szultoprid    | Sultopride    |                         |
| N05AL03 | Tiaprid       | Tiapride      | Tiapridi hydrochloridum |
| N05AL04 | Remoxiprid    | Remoxipride   |                         |
| N05AL05 | Amiszulprid   | Amisulpride   | Amisulpridum            |
| N05AL06 | Veraliprid    | Veralipride   |                         |
| N05AL07 | Levoszulpirid | Levosulpiride |                         |

### N05ANLítium
| ATC     | Magyar | INN     | Gyógyszerkönyv                 |
| ------- | ------ | ------- | ------------------------------ |
| N05AN01 | Lítium | Lithium | Lithii carbonas, Lithii citras |

### N05AXEgyéb antipszichotikumok
| ATC      | Magyar      | INN          | Gyógyszerkönyv |
| -------- | ----------- | ------------ | -------------- |
| N05AX07  | Protipendil | Prothipendyl |                |
| N05AX08  | Riszperidon | Risperidone  | Risperidonum   |
| N05AX10  | Mozapramin  | Mosapramine  |                |
| N05AX11  | Zotepin     | Zotepine     |                |
| N05AX12  | Aripiprazol | Aripiprazol  |                |
| N05AX13  | Paliperidon | Paliperidone |                |
| N05AX14  | Iloperidon  | Iloperidone  |                |
| N05AX15  | Kariprazin  | Cariprazine  |                |
| QN05AX90 | Amperozid   | Amperozide   |                |

## N05B Anxiolitikumok

### N05BABenzodiazepin-származékok
| ATC     | Magyar                | INN                   | Gyógyszerkönyv     |
| ------- | --------------------- | --------------------- | ------------------ |
| N05BA01 | Diazepám              | Diazepam              | Diazepamum         |
| N05BA02 | Klórdiazepoxid        | Chlordiazepoxide      |                    |
| N05BA03 | Medazepám             | Medazepam             |                    |
| N05BA04 | Oxazepám              | Oxazepam              | Oxazepamum         |
| N05BA05 | Kálium-klorazepát     | Potassium clorazepate | Dikalii clorazepas |
| N05BA06 | Lorazepám             | Lorazepam             | Lorazepamum        |
| N05BA07 | Adinazolám            | Adinazolam            |                    |
| N05BA08 | Brómazepám            | Bromazepam            | Bromazepamum       |
| N05BA09 | Klobazám              | Clobazam              | Clobazamum         |
| N05BA10 | Ketazolám             | Ketazolam             |                    |
| N05BA11 | Prazepám              | Prazepam              | Prazepamum         |
| N05BA12 | Alprazolám            | Alprazolam            | Alprazolamum       |
| N05BA13 | Halazepám             | Halazepam             |                    |
| N05BA14 | Pinazepám             | Pinazepam             |                    |
| N05BA15 | Kamazepám             | Camazepam             |                    |
| N05BA16 | Nordazepám            | Nordazepam            |                    |
| N05BA17 | Fludiazepám           | Fludiazepam           |                    |
| N05BA18 | Etil-loflazepát       | Ethyl loflazepate     |                    |
| N05BA19 | Etizolám              | Etizolam              |                    |
| N05BA21 | Klotiazepám           | Clotiazepam           |                    |
| N05BA22 | Kloxazolám            | Cloxazolam            |                    |
| N05BA23 | Tofizopám             | Tofisopam             |                    |
| N05BA56 | Lorazepám kombinációk | Lorazepám kombinációk |                    |

### N05BBDifenil-metán-származékok
| ATC     | Magyar                  | INN                     | Gyógyszerkönyv |
| ------- | ----------------------- | ----------------------- | -------------- |
| N05BB01 | Hidroxizin              | Hydroxyzine             |                |
| N05BB02 | Kaptodiám               | Captodiame              |                |
| N05BB51 | Hidroxizin, kombinációk | Hidroxizin, kombinációk |                |

### N05BCKarbamátok
| ATC     | Magyar                   | INN                      | Gyógyszerkönyv |
| ------- | ------------------------ | ------------------------ | -------------- |
| N05BC01 | Meprobamát               | Meprobamate              | Meprobamatum   |
| N05BC03 | Emilkamát                | Emylcamate               |                |
| N05BC04 | Mebutamát                | Mebutamate               |                |
| N05BC51 | Meprobamát kombinációban | Meprobamát kombinációban |                |

### N05BDDibenzo-biciklo-oktadién-származékok
| ATC     | Magyar      | INN          | Gyógyszerkönyv |
| ------- | ----------- | ------------ | -------------- |
| N05BD01 | Benzoktamin | Benzoctamine |                |

### N05BEAzaspirodekándion-származékok
| ATC     | Magyar   | INN       | Gyógyszerkönyv           |
| ------- | -------- | --------- | ------------------------ |
| N05BE01 | Buspiron | Buspirone | Buspironi hydrochloridum |

### N05BXEgyéb anxiolitikumok
| ATC     | Magyar      | INN           | Gyógyszerkönyv |
| ------- | ----------- | ------------- | -------------- |
| N05BX01 | Mefenoxalon | Mephenoxalone |                |
| N05BX02 | Gedokarnil  | Gedocarnil    |                |
| N05BX03 | Etifoxin    | Etifoxine     |                |
| N05BX04 | Fabomotizol | Fabomotizole  |                |

## N05C  	Altatók és nyugtatók

### N05CABarbiturátok önmagukban
| ATC     | Magyar         | INN            | Gyógyszerkönyv                            |
| ------- | -------------- | -------------- | ----------------------------------------- |
| N05CA01 | Pentobarbital  | Pentobarbital  | Pentobarbitalum, Pentobarbitalum natricum |
| N05CA02 | Amobarbital    | Amobarbital    | Amobarbitalum, Amobarbitalum natricum     |
| N05CA03 | Butobarbital   | Butobarbital   |                                           |
| N05CA04 | Barbital       | Barbital       | Barbitalum                                |
| N05CA05 | Aprobarbital   | Aprobarbital   |                                           |
| N05CA06 | Szekobarbital  | Secobarbital   |                                           |
| N05CA07 | Talbutal       | Talbutal       |                                           |
| N05CA08 | Vinilbital     | Vinylbital     |                                           |
| N05CA09 | Vinbarbital    | Vinbarbital    |                                           |
| N05CA10 | Ciklobarbital  | Cyclobarbital  |                                           |
| N05CA11 | Heptabarbital  | Heptabarbital  |                                           |
| N05CA12 | Repozal        | Reposal        |                                           |
| N05CA15 | Metohexital    | Methohexital   |                                           |
| N05CA16 | Hexobarbitál   | Hexobarbital   | Hexobarbitalum                            |
| N05CA19 | Tiopental      | Thiopental     | Thiopentalum natricum et natrii carbonas  |
| N05CA20 | Etallobarbital | Etallobarbital |                                           |
| N05CA21 | Allobarbital   | Allobarbital   |                                           |
| N05CA22 | Proxibarbal    | Proxibarbal    |                                           |

### N05CB 	Barbiturátok, kombinációk
N05CB01 Barbiturátok kombinációban
N05CB02 Barbiturátok más szerekkel kombinációban

### N05CCAldehidek és származékaik
| ATC     | Magyar                         | INN                               | Gyógyszerkönyv  |
| ------- | ------------------------------ | --------------------------------- | --------------- |
| N05CC01 | Klorál-hidrát                  | Chloral hydrate                   | Chlorali hydras |
| N05CC02 | Kloralodol                     | Chloralodol                       |                 |
| N05CC03 | Acetilglicinamid-klorál-hidrát | Acetylglycinamide chloral hydrate |                 |
| N05CC04 | Diklorálfenazon                | Dichloralphenazone                |                 |
| N05CC05 | Paraldehid                     | Paraldehyde                       | Paraldehydum    |

### N05CDBenzodiazepin-származékok
| ATC     | Magyar        | INN           | Gyógyszerkönyv                 |
| ------- | ------------- | ------------- | ------------------------------ |
| N05CD01 | Flurazepám    | Flurazepam    | Flurazepami monohydrochloridum |
| N05CD02 | Nitrazepám    | Nitrazepam    | Nitrazepamum                   |
| N05CD03 | Flunitrazepám | Flunitrazepam | Flunitrazepamum                |
| N05CD04 | Esztazolám    | Estazolam     |                                |
| N05CD05 | Triazolám     | Triazolam     |                                |
| N05CD06 | Lormetazepám  | Lormetazepam  |                                |
| N05CD07 | Temazepám     | Temazepam     | Temazepamum                    |
| N05CD08 | Midazolám     | Midazolam     | Midazolamum                    |
| N05CD09 | Brotizolám    | Brotizolam    | Brotizolamum                   |
| N05CD10 | Kvazepám      | Quazepam      |                                |
| N05CD11 | Loprazolám    | Loprazolam    |                                |
| N05CD12 | Doxefazepám   | Doxefazepam   |                                |
| N05CD13 | Cinolazepám   | Cinolazepam   |                                |

### N05CE Piperidindion-származékok
| ATC     | Magyar      | INN           | Gyógyszerkönyv |
| ------- | ----------- | ------------- | -------------- |
| N05CE01 | Glutetimid  | Glutethimide  |                |
| N05CE02 | Metiprilon  | Methyprylon   |                |
| N05CE03 | Piritildion | Pyrithyldione |                |

### N05CFBenzodiazepinekhez hasonló szerek
| ATC     | Magyar     | INN         | Gyógyszerkönyv    |
| ------- | ---------- | ----------- | ----------------- |
| N05CF01 | Zopiklon   | Zopiclone   | Zopiclonum        |
| N05CF02 | Zolpidem   | Zolpidem    | Zolpidemi tartras |
| N05CF03 | Zaleplon   | Zaleplon    |                   |
| N05CF04 | Eszopiklon | Eszopiclone |                   |

### N05CHMelatonin-receptor agonisták
| ATC     | Magyar    | INN       | Gyógyszerkönyv |
| ------- | --------- | --------- | -------------- |
| N05CH01 | Melatonin | Melatonin |                |
| N05CH02 | Ramelteon | Ramelteon |                |

### N05CMEgyéb altatók és nyugtatók
| ATC     | Magyar            | INN              | Gyógyszerkönyv                                                     |
| ------- | ----------------- | ---------------- | ------------------------------------------------------------------ |
| N05CM01 | Metakvalon        | Methaqualone     | Methaqualonum                                                      |
| N05CM02 | Klometiazol       | Clomethiazole    |                                                                    |
| N05CM03 | Bromizoval        | Bromisoval       |                                                                    |
| N05CM04 | Karbromal         | Carbromal        |                                                                    |
| N05CM05 | Szkopolamin       | Scopolamine      | Scopolamini butylbromidum, Scopolamini hydrobromidum, Scopolaminum |
| N05CM06 | Propiomazin       | Propiomazine     |                                                                    |
| N05CM07 | Triklofosz        | Triclofos        |                                                                    |
| N05CM08 | Etklorvinol       | Ethchlorvynol    |                                                                    |
| N05CM09 | Valerian (növény) | Valerian (plant) | Valerianae radix                                                   |
| N05CM10 | Hexapropimát      | Hexapropymate    |                                                                    |
| N05CM11 | Bromidok          | Bromides         |                                                                    |
| N05CM12 | Apronal           | Apronal          |                                                                    |
| N05CM13 | Valnoktamid       | Valnoctamide     |                                                                    |
| N05CM15 | Metilpentinol     | Metilpentinol    |                                                                    |
| N05CM16 | Niaprazin         | Niaprazine       |                                                                    |
| N05CM18 | Dexmedetomidin    | Dexmedetomidin   |                                                                    |

### N05CX Altatók és nyugtatók kombinációban, barbiturátok nélkül
N05CX01 Meprobamát kombinációban
N05CX02 Metakvalon kombinációban
N05CX03 Metilpentinol kombinációban
N05CX04 Klometiazol kombinációban
N05CX05 Emepronium kombinációban
N05CX06 Dipiperonil-aminoetanol kombinációban